# Phytomyza melanella
Phytomyza melanella är en tvåvingeart som beskrevs av Frost 1924. Phytomyza melanella ingår i släktet Phytomyza och familjen minerarflugor. Inga underarter finns listade i Catalogue of Life.